# Chirita cyanea
Chirita cyanea är en tvåhjärtbladig växtart som först beskrevs av Ridley, och fick sitt nu gällande namn av Brian Laurence Burtt. Chirita cyanea ingår i släktet Chirita och familjen Gesneriaceae. Inga underarter finns listade i Catalogue of Life.